# Галя
Галя е българско женско име. Символ е на тишината и спокойствието. Празнува имен ден на празника на св. Галина – 10 март и на Гергьовден Св. Георги – 6 май.

## Известни хора с такива имена
- Галя Ангелова
- Галя Курдова
- Галя Младенова
- Галена
- Гала